# 施浚明
施浚明（？—？），號二華，浙江湖州府歸安縣人，明朝政治人物。

## 生平
萬曆十九年（1591年）辛卯科浙江鄉試舉人。萬曆二十年（1592年），聯捷壬辰科三甲238名進士。吏部觀政，授福州府推官，二十七年升南工部主事，二十八年督理芦政，本年养病。三十一年補南禮部主事，三十二年历官南京礼部郎中，四十年四月升江西南昌道右参政，本年丁憂，四十三年改湖廣參政，四十六年十一月升廣西按察使，四十七年考察。

## 著作
有《古今紆籌》。

## 家族
曾祖父施簡；祖父施守成，贈文林郎；父親施可大，建宁府同知。兄施壽明，萬曆二十三年進士。